# Maison de Henri IV (Argentan)
La maison de Henri IV est un édifice situé à Argentan, en France.

## Localisation
Le monument est situé dans le département français de l'Orne, à l'angle des rues du Griffon et Saint-Germain, à 30 m à l'ouest de l'église Saint-Germain d'Argentan.

## Architecture
Les façades et les toitures sont classées au titre des Monuments historiques depuis le 23 janvier 1946.